# Feminismo cultural
Feminismo cultural é um termo usado para descrever uma vertente do feminismo que busca redefinir e revalorizar atributos culturalmente atribuídos às mulheres. Também é usado para descrever teorias que elogiam diferenças inatas entre mulheres e homens.
Feministas culturais divergiram das feministas radicais quando rejeitaram a problematização da feminilidade e voltaram a uma visão essencialista das diferenças de gênero, na qual consideram a "natureza feminina" como superior.

## Origens do termo
Ao contrário do feminismo radical ou do feminismo socialista, o feminismo cultural não era uma ideologia amplamente reivindicada por seus proponentes, mas um rótulo pejorativo. Em 1975, Brooke Williams foi a primeira a descrever a "despolitização do feminismo radical" como "feminismo cultural". No entanto, o termo surgiu já em 1971, quando Frances Chapman, numa carta impressa no periódico Off Our Backs, condenou a revista literária Aphra por ter "servido à causa do feminismo cultural". A feminista socialista Elizabeth Diggs, em 1972, usou o rótulo "feminismo cultural" para se aplicar a todo o feminismo radical.
Ellen Willis afirmou que "A grande maioria das mulheres que atualmente se autodenominam 'feministas radicais', na verdade, aderem a uma política rotulada com mais precisão de 'feminista cultural'. [...] Embora o feminismo cultural tenha surgido do movimento feminista radical, as premissas das duas tendências são antitéticas. Ainda assim, na esquerda e em outros lugares a distinção raramente é feita." Contudo, há acadêmicas como Rosemarie Tong que conceituam o feminismo cultural como uma perspectiva dentro do feminismo radical.

## Teoria
O feminismo cultural coloca as mulheres numa posição sobredeterminada pelos sistemas patriarcais. Linda Alcoff afirma que "a reavaliação feminista cultural interpreta a passividade da mulher como sua tranquilidade, seu sentimentalismo como sua propensão para nutrir, sua subjetividade como sua autoconsciência avançada".
Linhas de pensamento semelhantes foram traçadas em períodos anteriores. Jane Addams e Charlotte Perkins Gilman argumentaram que, ao governar o Estado, a cooperação, o cuidado e a não-violência na resolução de conflitos, a sociedade parece ser o que era necessário das virtudes das mulheres. Josephine Donovan argumenta que a jornalista, crítica e ativista dos direitos das mulheres do século XIX, Margaret Fuller, iniciou o feminismo cultural em Woman in the Nineteenth Century (1845). Ela enfatizou o lado emocional e intuitivo do conhecimento e expressou uma visão de mundo orgânica que é bastante diferente da visão mecanicista dos racionalistas iluministas.
No entanto, foi o artigo de Alice Echols, "Cultural Feminism: Feminist Capitalism and the Anti-Pornography Movement", que levou à adoção generalizada do termo para descrever as feministas contemporâneas, e não os seus antecedentes históricos. De acordo com Echols, o feminismo cultural “equipara a libertação das mulheres ao desenvolvimento e preservação de uma contracultura feminina.”:35  Seus exemplos de feministas culturais são Kathleen Barry, Susan Brownmiller, Mary Daly, Andrea Dworkin, Susan Griffin, Robin Morgan, Janice Raymond, Adrienne Rich e Florence Rush.
Mary Daly vinculou a "energia feminina", ou seu termo Gyn/Ecology, à "condição biológica de afirmação e criação de vida" feminina que é vitimada pela agressão masculina como resultado da "esterilidade masculina". Adrienne Rich afirma que a biologia feminina tem um potencial “radical” que foi suprimido pela sua redução pelos homens. Algumas feministas culturais desejavam a separação de centros e espaços exclusivamente femininos e dirigidos por mulheres para “desafiar construções negativas de gênero”. Esta forma de separatismo dentro do feminismo cultural foi criticada por ignorar o patriarcado estrutural e, em vez disso, culpar os homens como indivíduos pela opressão das mulheres. Além da separação física, as feministas culturais apelaram à “separação dos valores masculinos”.
As mulheres são identificadas como o grupo mais importante e mais marginalizado. Daly afirmou que outras categorias de identidade, incluindo etnia e classe, são grupos definidos pelos homens, e as mulheres que as identificam estão a ser divididas de outras mulheres. Rich declara que o “fardo social” colocado sobre as mulheres é maior e mais complexo do que o fardo da escravatura.
Maternidade e gestação são outros tópicos populares na teoria feminista cultural. Rich teorizou a maternidade como uma instituição, construída para controlar as mulheres, o que é diferente da maternidade autêntica e natural. As feministas culturais declaram que a relação entre mãe e filha e, portanto, entre todas as mulheres, foi destruída pelo patriarcado e deve ser reparada.
Em seu estudo exaustivo da teoria feminista da segunda onda, Love and Politics: Radical Feminist and Lesbian Theories, Carol Anne Douglas (crítica de longa data da Off Our Backs) incluiu a influência do popular livro de Susan Griffin, Woman and Nature: The Roaring Inside Her como central para o desenvolvimento desta linha de teoria.

## Críticas
Num artigo de 2004 para o Journal of Women in Culture and Society, Kristen Ghodsee observa várias formas de crítica vindas de mulheres negras e de países em desenvolvimento, que acreditam que "a ideia de uma irmandade global apaga importantes diferenças de poder e acesso a recursos entre mulheres de diversas raças, etnias e nacionalidades".:727 Uma preocupação comum, especialmente entre as mulheres negras e as mulheres dos países em desenvolvimento, é que o feminismo cultural inclui apenas mulheres brancas da classe alta, em vez de ter em conta mulheres de cor e estatuto diferentes.:727 Esta preocupação é refletida por Audre Lorde em “Uma Carta Aberta a Mary Daly”, na qual Lorde expressa desapontamento por Daly ter excluído a herança e as histórias de Lorde e de outras mulheres não europeias no seu livro feminista cultural, ao mesmo tempo que utilizava seletivamente palavras de mulheres não europeias. fora do contexto para provar seus pontos de vista e descrever a “vitimização feminina”.
Outra preocupação é a crença de que as feministas culturais "não desafiaram a definição de mulher, mas apenas a definição dada pelos homens" e, portanto, perpetuam o essencialismo de gênero:11 Quando as feministas culturais afirmam que questões como o patriarcado e a violação são produtos inerentes à biologia e ao comportamento masculino, a oportunidade de criticar e desafiar as estruturas por detrás destas questões desaparece. Além disso, as definições essencialistas de “mulher” reforçam a exigência opressiva de que as mulheres vivam de acordo com “uma 'feminilidade' inata pela qual serão julgadas”. Alice Echols afirmou que as feministas culturais acreditam que, para combater a “lascívia masculina”, as mulheres deveriam exigir respeito, reprimindo as suas sexualidades e propondo um “padrão feminino de sexualidade” conservador.:52 Ela critica este conceito por tentar controlar a expressão sexual das mulheres para responsabilizá-las pelos problemas percebidos com a sexualidade masculina.:52
Esse determinismo biológico também se reflete nas opiniões das feministas culturais sobre as mulheres transgênero. Echols descreve a atribuição feminista cultural de mulheres trans à voracidade masculina como inadequada e explica que as feministas culturais não gostam de mulheres trans por acusações de que elas “minam a importância do gênero e apagam as fronteiras entre os gêneros”, apropriando-se do corpo feminino (que as feministas culturais consideram como uma espécie de violação) e ameaçam retirar a “heterossexualidade residual” das lésbicas em espaços lésbicos-feministas. Diz-se que o feminismo radical trans-excludente tem as suas origens no feminismo cultural.
O feminismo cultural também tem sido criticado por se envolver no capitalismo, uma prática que algumas feministas consideram contraditória aos valores feministas e contraproducente para o movimento feminista. Para destacar os problemas com o capitalismo feminista, Echols analisou a implementação, as práticas e os resultados da Rede Económica Feminista (FEN), uma empresa feminista que pretendia usar o capitalismo para ajudar as mulheres a superar as barreiras patriarcais, emprestando dinheiro de cooperativas de crédito feministas a empresas pertencentes a feministas. Ela descobriu que a rede explorava os funcionários, rejeitava a democracia, a coletividade e a responsabilização, e justificava as hierarquias de poder dentro da empresa alegando que a irmandade garante que o empoderamento individual leva ao empoderamento coletivo das mulheres. As descobertas de Echols podem ser ampliadas por uma crítica às práticas empresariais culturais feministas em Off Our Backs. As autoras explicam que os negócios “feministas” que as feministas culturais defendem para despolitizar o feminismo são inerentemente hierárquicos, têm acesso mínimo à influência político-econômica e são implicitamente reformistas. Além disso, os autores apontam as falhas nas tentativas das feministas culturais de combater a opressão através da adesão a um sistema económico opressivo, do uso da teoria bootstrap e da transformação do feminismo numa mercadoria e num mercado que, em última análise, serve o capitalismo “masculino”.
Verta Taylor e Leila J. Rupp argumentaram que as críticas ao feminismo cultural são frequentemente um ataque ao feminismo lésbico. O estudo de caso de Suzanne Staggenbourg em Bloomington, Indiana, levou-a a concluir que o envolvimento em atividades rotuladas como feministas culturais "fornece poucas evidências de que o feminismo cultural levou a um declínio na atividade política no movimento de mulheres".